# Adriaan Schuurman
Adriaan Cornelis (Adriaan) Schuurman (Kampen, 28 juli 1904 - Den Haag, 24 augustus 1998) was een Nederlands musicus en componist van kerkmuziek.

## Levensloop
Schuurman was de zoon van de gereformeerde predikant Martinus Schuurman en Cornelia Johanna de Brey. Schuurman was vanaf 1932 gehuwd met Willy Gerretsen (1908-1975); dirigent en cantor Barend (1938-2019) was een zoon uit dit huwelijk.
Hij studeerde zowel aan het Koninklijk Conservatorium te Den Haag (1925), als aan het Amsterdams Conservatorium (1927-1931). Hij was vanaf 1927 organist van de Grote of Sint-Janskerk te Schiedam, vanaf 1938 van de Grote of Sint-Gudulakerk te Lochem, vanaf 1942 van de Sint-Joriskerk in Amersfoort, en van 1950-1974 cantor-organist van de Maranathakerk in Den Haag.
Schuurman werd in 1946 dirigent van Toonkunst Oratorium Vereniging Amersfoort, was vanaf 1947 docent kerkmuziek bij de kerkelijke opleidingen aan de verschillende universiteiten en de eerste docent kerkmuziek binnen de Nederlandse Hervormde Kerk. Zowel aan het Koninklijk Conservatorium (Den Haag) van 1963 tot 1969, als aan het Rotterdams Conservatorium (1964-1973) doceerde hij kerkmuziek.
Schuurman droeg al vanaf 1933 bij aan verschillende liedbundels, waaronder die van de Gereformeerde Kerken in Hersteld Verband en die van de Nederlandse Protestanten Bond. Met name zijn bijdragen aan de Psalmen en Gezangen voor den Eeredienst (1938) en aan het Liedboek voor de Kerken (1973) waren van belang. Van 1954 tot 1973 werkte Schuurman intensief mee aan de voorbereiding van de nieuwe psalmberijming en de gezangen van het Liedboek voor de Kerken.
Schuurman was een groot voorstander van de Liturgische Beweging en trachtte daar met name in Den Haag met de predikanten van de Maranathakerk (Wim Aalders en W.R. van der Zee) vorm aan te geven.
In 1984 ontving Schuurman ter gelegenheid van zijn tachtigste verjaardag een feestbundel (redactie W.H. Morel van Mourik, uitgave Stichting Centrum voor de Kerkzang) met artikelen over de betekenis en invloed van de kerkmusicus.

## Werk
Schuurman componeerde orgel- en koorstukken. Ook schreef hij Psalmodieën (1974), waarmee hij het onberijmde psalmzingen in de protestantse kerken wilde bevorderen. In het Liedboek werden twintig melodieën van zijn hand opgenomen.
Met Frederik August Mehrtens en Willem Vogel behoort Schuurman tot de meest invloedrijke naoorlogse Nederlandse kerkmusici.
- Biografisch Portaal: 32973821
- Gemeinsame Normdatei: 1162548886
- International Standard Name Identifier: 0000 0000 4774 0947
- Library of Congress Control Number: n2006028459
- Nationale Bibliotheek van Letland: 000046713
- Nederlandse Thesaurus van Auteursnamen: 071204954
- Virtual International Authority File: 1894415
- WorldCat: E39PBJwRPmgR767HDDYpg39Rrq